# Vojtěch Kapsa
Vojtěch Kapsa (14. října 1855 Mariánský Týnec – 4. listopadu 1915 Plzeň) byl český architekt a stavitel, c. k. císařský rada, švagr a společník stavitele a architekta Antonína Müllera, se kterým v Plzni založili a úspěšně provozovali stavební firmu Müller & Kapsa.

## Život

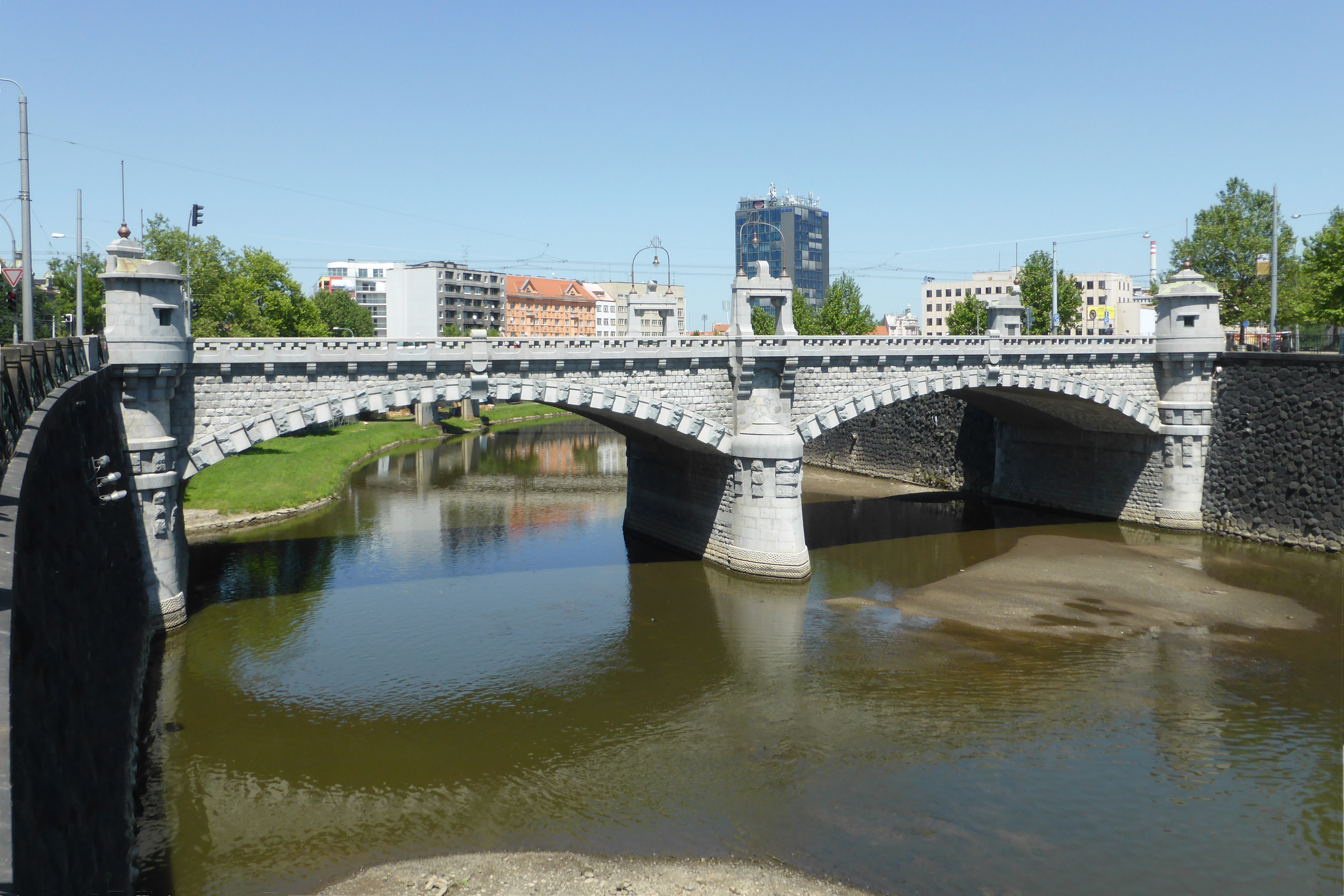
Most císaře Františka Josefa I., později Wilsonův most, přes řeku Radbuzu v Plzni, 1913

### Mládí
Narodil se v Mariánském Týnci u Kralovic do rodiny hajného Jana Kapsy, původem z Kozojed, a jeho ženy Marie, pocházející ze Svinařova. Měl celkem 14 sourozenců. Obecnou školu navštěvoval v Oboře, poté odešel dokončit základní vzdělání do Plzně, kde v letech 1869 až 1875 absolvoval místní reálné gymnázium. Zde se pravděpodobně poprvé potkal s Antonínem Müllerem, který zde maturoval ve stejném roce. Kapsa roku 1881 vystudoval pozemní stavitelství na pražské technice (Müller o rok dříve). Dva roky působil jako asistent technického kreslení na pražské průmyslové škole, od roku 1886 pracoval v libeňské strojírně Ruston, kde se začal zabývat kovovými konstrukcemi, zejména pak mostními tělesy. Roku 1889 obdržel stipendium od města Prahy, díky kterému mohl podniknout studijní cesty do Německa, Francie, Belgie a severního Švýcarska, kde zkoumal zejména technologii stavby mostů, vodovodů, kanalizací či jatek.

### Müller & Kapsa
Roku se vrátil do Plzně, kde roku 1890 založil spolu se svým švagrem Antonínem Müllerem, bratrem své manželky, vlastní stavební podnikatelství. Její oficiální název zněl „Úřed. aut. stav. inženýři Müller & Kapsa, podnikatelé staveb v Plzni“. Společnost se specializovala na železobetonové konstrukce a zpočátku působila hlavně v Plzni a okolí. Roku 1890 stál Kapsa též za založením oddělení výroby mostů v plzeňských Škodových závodech, kde působil několik let jako konzultant, stejně jako ve strojním podniku Bolzano, Tedesco a spol. ve Slaném.

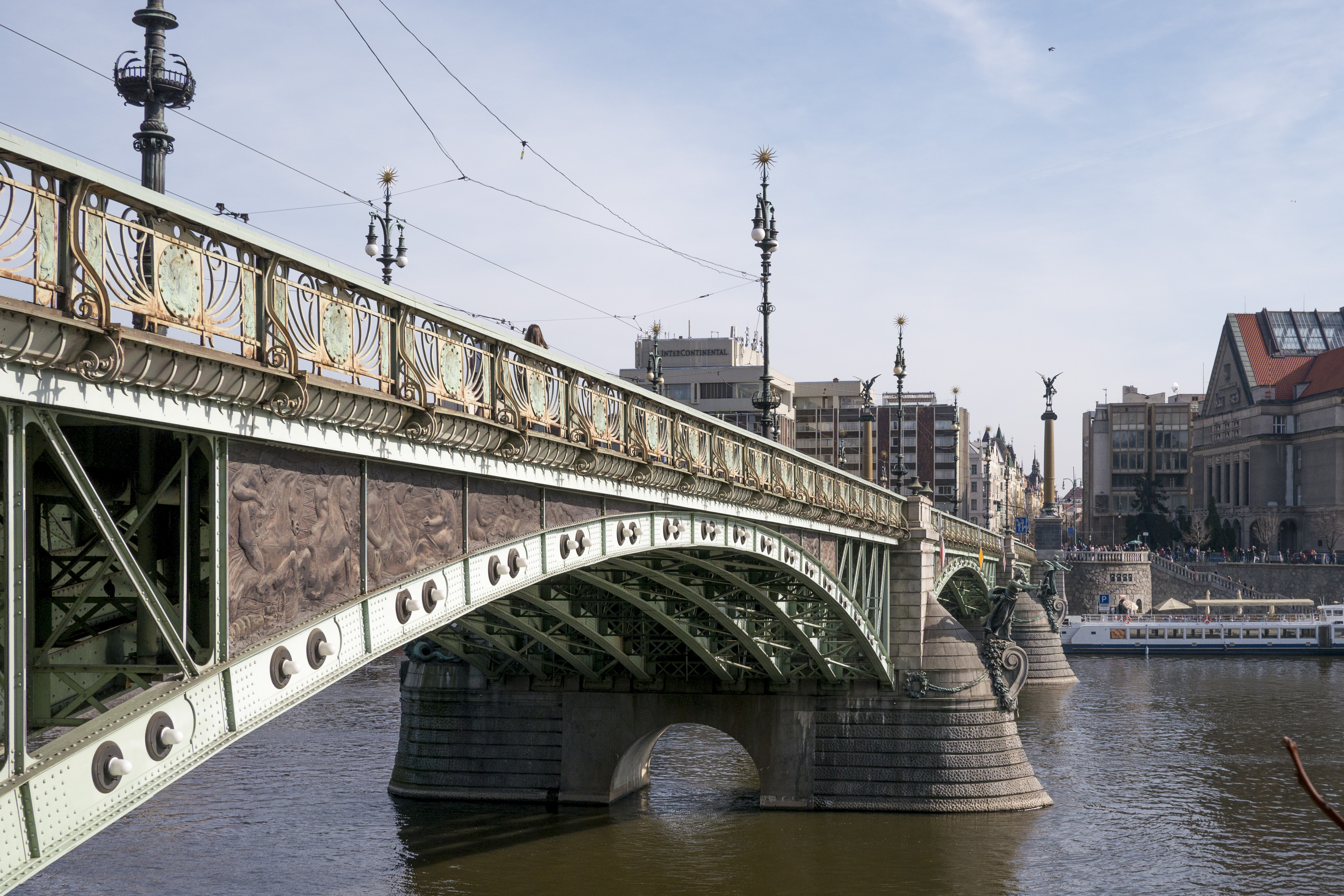
Čechův most přes Vltavu v Praze, 1907–1908

Souběžně se západočeským podnikáním pracoval také v Praze, kde byl již od roku 1884 přihlášen ke stálému pobytu.
V roce 1904 firma získala možnost podílet se na stavbě Riegrova nábřeží v Praze a její působnost se tak podstatně rozšířila. Byla zde založena sesterská společnost „Úřed. aut. stav. Inženýři Kapsa & Müller, podnikatelé staveb v Praze“. Mezi lety 1907 až 1908 vznikl v Praze Čechův most stavěný firmou bratří Prášilů a Müller & Kapsa, jednalo se o jediný obloukový železný most v Čechách navržený konstruktérem Františkem Prášilem. Při této příležitosti se Kapsa osobně setkal též s císařem Františkem Josefem I., který stavbu navštívil.

### Veřejná činnost
Vojtěch Kapsa byl též veřejně činný a zapojoval se do společenského i politického života, především v Plzni. Byl zakladatelem zdejšího orgánu strany mladočechů, členem Sokola, zastupitelem městské rady a vedoucím městské stavební kanceláře, a členem Spolku inženýrů a architektů (SAI, roku 1910 byl zvolen předsedou jeho plzeňské organizace). Roku 1913 Vojtěch Kapsa za své zásluhy jmenován c. k. císařským stavebním radou. Jeho společenské kontakty pomohly firmě k zisku řady lukrativních zakázek.

### Úmrtí
Vojtěch Kapsa zemřel 1. listopadu 1915 v Plzni ve věku 60 let na záchvat mrtvice. Byl mu vystrojen majestátní pohřeb, tělo bylo uloženo v rozsáhlé rodinné hrobce na Ústředním hřbitově v Plzni.

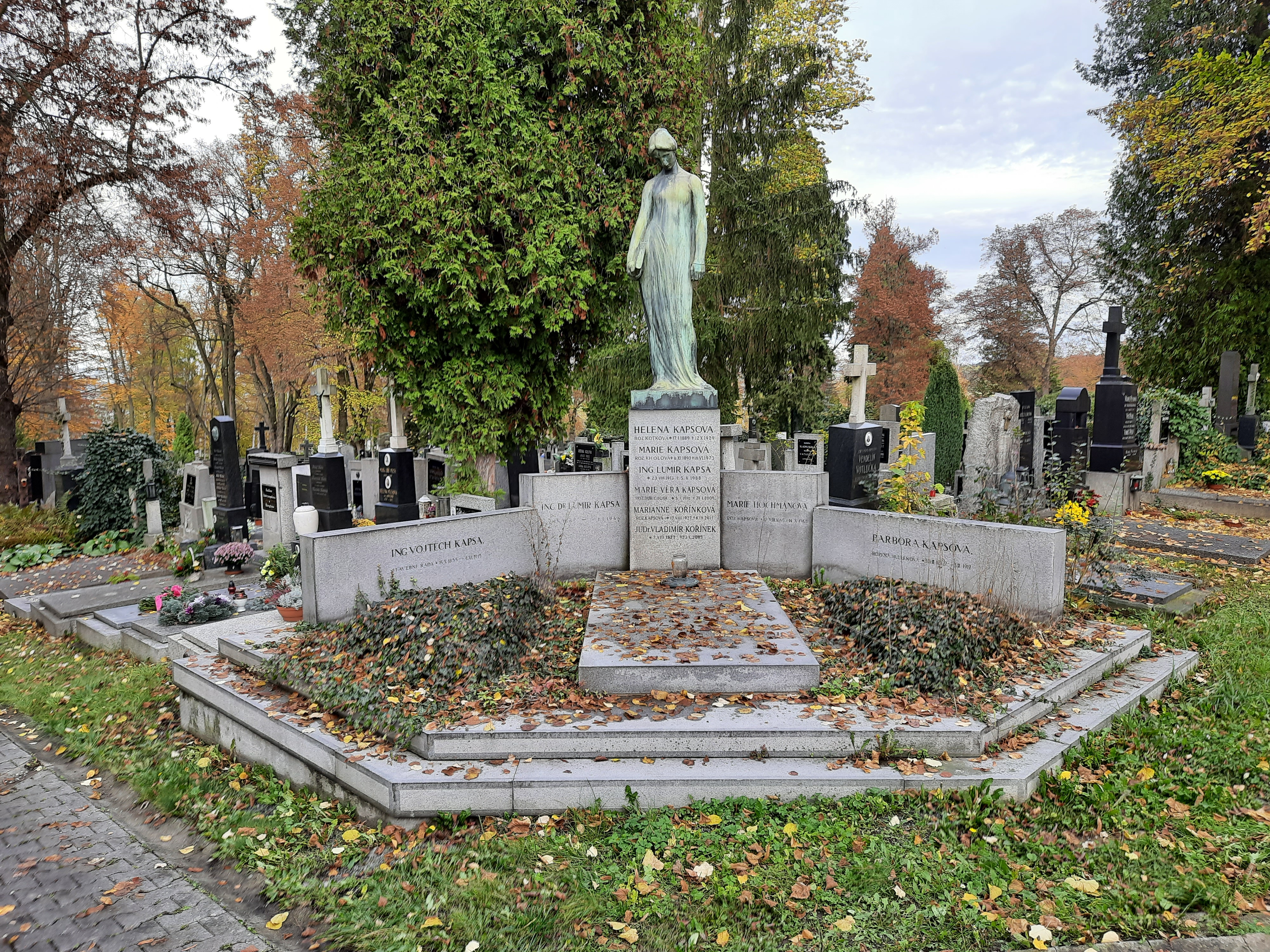
Hrobka rodiny Vojtěcha Kapsy na Ústředním hřbitově v Plzni

### Po smrti
Po jeho smrti převzal otcův podíl vedení firmy Müller & Kapsa syn Lumír Kapsa, od roku 1921 se v řízení firmy angažoval též Antonínův syn, František Müller. Antonín Müller zemřel v Plzni roku 1927. Syn Lumír Kapsa byl zadavatelem výstavby tzv. Kapsovy vily čp. 469 v ulici Na Zátorce v Praze –Bubenči, dostavěné roku 1930. Autorem projektu byl architekt Otakar Novotný, vnitřní zařízení a vybavení od Adolfa Loose.

### Rodinný život
Oženil se s Barborou Kapsovou, roz. Müllerovou (1859–1917). Počali spolu děti Lumíra (1887–1946), Jarmilu, Marii a Miroslavu.

## Vybrané realizace firmy
- Kalikovský most, Plzeň[9]
- Masarykův most, Plzeň[9]
- železniční zastávka Jižní Předměstí, Plzeň[6]
- Most císaře a krále Františka Josefa I. (dnes Wilsonův most), Plzeň[10]
- Budova České státní průmyslové školy, Plzeň[10]
- Klášter redemptoristů, Plzeň[10]
- Čechův most, Praha[6]
- Hlávkův most, Praha[6]